# 重心重分
在几何中，重心重分是将任意凸多边形划分为三角形，将凸多面体划分为四面体，或更一般的，将凸多胞形划分为单纯形的标准方法。
在拓扑学中，用于胞腔复形的类似操作也称重心重分。
该操作广泛应用于数学和几何建模。